# Капу Деалулуј (Валча)
Капу Деалулуј (рум. Capu Dealului) насеље је у Румунији у округу Валча у општини Бабени. Oпштина се налази на надморској висини од 207 m.

## Становништво
Према подацима из 2002. године у насељу је живело 215 становника, од којих су сви румунске националности.